# Bilca (gmina)
Bilca – gmina w Rumunii, w okręgu Suczawa. Obejmuje tylko jedną miejscowość Bilca. W 2011 roku liczyła 3583 mieszkańców.